# Gaurax dubius
Gaurax dubius är en tvåvingeart som först beskrevs av Macquart 1835.  Gaurax dubius ingår i släktet Gaurax och familjen fritflugor. Arten är reproducerande i Sverige. Inga underarter finns listade i Catalogue of Life.